# Реман, Антоний
Антоний Реман (пол. Antoni Rehman, 13 мая 1840, Краков — 13 января 1917, Львов) — польский учëный-географ, геоморфолог, путешественник. Признанный специалист по проблемам геоботаники и физической географии, основатель львовской школы географов. Профессор Львовского университета им. Яна Казимира.

## Биография
В 1860—1863 годах изучал естественные науки и географию в Ягеллонском университете в Кракове. В 1864 году получил степень доктора философии в области ботаники.
Был членом Физиографической комиссии Польской Академии знаний (с 1865), Польского научного общества естествоиспытателей им. Коперника во Львове (в 1888—1889 — президент общества).
В 1910 году ушел на пенсию.

## Научная работа
Возглавлял научные геоботанические экспедиции в Карпаты, Молдавию, на Подолье, Кавказ, Южную Америку (1865—1882 гг.)
В 1865 году исследовал степи Подолья на юго-западе Украины, совершил ряд поездок на берега Днестра, в район наивысшего горного хребта в украинских Карпатах — Черногора.
В 1866—1867 г. прошел специализацию по курсу анатомии и физиологии растений под руководством профессора К. Негели в Мюнхене.
В 1868 году Антоний Реман отправился в путешествие на юг России. В 1869 году в Ягеллонском университете прошел процесс хабилитации в области анатомии растений.
В начале 1880-х годов во Львовском университете была открыта кафедра географии, которую возглавил инициатор её создания профессор Антоний Реман), уже известный работами по физической географии Карпат, которой руководил на протяжении 28 лет.
Антоний Реман был инициатором создания в 1911 г. при этой кафедре Географического института.
В 1884—1897 г. Реман, кроме того, преподавал ботанику в Академии ветеринарной медицины во Львове.
В 1873—1874 году побывал на Кавказе и в Крыму, в 1875—1877 и 1879—1880 — в Южной Африке, исследовал территории населенные бушменами, готтентотами, зулусами и группой народов банту.
Антоний Реман описал много новых таксонов, в частности, в 1868 году — Полыни горькой (лат. Artemísia absínthium) в её пьенинской разновидности (Artemisia absinthium L. var. calcigena Rehm.), которая в настоящее время считается эндемиком в Пьенинах и включена в «Красную книгу растений и грибов Польши».

## Избранные труды
- Szkice z podróży do południowej Afryki (1881);
- Echa z południowej Afryki (1884);
- Tatry pod względem fizyczno-geograficznym (1895).